# 金敏英
金敏英（韓語：김민영，1990年1月26日—），韓國女演員。

## 演出作品

### 電視劇
- 2009年：SBS《原來是美男》飾演 A.N.JELL粉絲三人幫之一
- 2011年：MBC《Highkick3短腿的反擊》飾演 智媛的朋友
- 2013年：tvN《閉嘴！花美男樂團》飾演 房雨京的好友
- 2013年：Mnet《Monstar》飾演 沈銀荷
- 2013年：KBS《期待戀愛》飾演 恩靜
- 2013年：tvN《請回答1994》飾演 貿易系學生
- 2013年：SBS《好好長大的女兒荷娜》飾演 張荷明（少年）
- 2014年：KBS《Hi! School - Love On》飾演 羅英恩
- 2014年：tvN 《九數少年》飾演 韓鳳淑同學
- 2014年：SBS《皮諾丘》飾演 宋賢珠
- 2015年：SBS《我的心一閃一閃》飾演 張卿慈
- 2015年：KBS《Who Are You－學校2015》飾演 李秀美
- 2016年：KBS《任意依戀》飾演 高娜麗
- 2016年：tvN《孤單又燦爛的神－鬼怪》飾演 朴秀珍
- 2017年：MBC《三色幻想－戒指女王》飾演 皮溫華
- 2017年：SBS《愛情的溫度》飾演 金奇多
- 2018年：MBN《拜託了咖啡》飾演 瑟菲

### 電影
- 2009年：《舉起金剛》
- 2010年：《血之期中考2》
- 2011年：《陽光姐妹淘》

## 外部連結
- 金敏英的Instagram帳戶
- 金敏英的X（前Twitter）
- NAVER （页面存档备份，存于）